# Eptesicus fuscus
Il serotino bruno (Eptesicus fuscus  Beauvois, 1796) è un pipistrello della famiglia dei Vespertilionidi diffuso nel Continente americano.

## Descrizione

### Dimensioni
Pipistrello di medie dimensioni, con la lunghezza della testa e del corpo tra 63 e 75 mm, la lunghezza dell'avambraccio tra 46 e 52 mm, la lunghezza della coda tra 40 e 52 mm, la lunghezza del piede tra 9 e 16 mm, la lunghezza delle orecchie tra 12 e 19 mm e un peso fino a 17 g.

### Aspetto
La pelliccia è lunga, soffice e lucida. Le parti dorsali variano dal fulvo al bruno-grigiastro, mentre le parti ventrali sono più chiare e variano dal rosato al giallo-olivastro. Il muso è largo, con due masse ghiandolari sui lati. Gli occhi sono piccoli. Le orecchie sono nerastre, corte, carnose e arrotondate. Il trago è largo e curvato in avanti. Le membrane alari sono nerastre, corte e larghe. La punta della lunga coda si estende leggermente oltre l'ampio uropatagio. Il calcar è carenato. Il cariotipo è 2n=50 FNa=48.

### Ecolocazione
Emette ultrasuoni sotto forma di impulsi di breve durata a banda stretta e frequenza modulata iniziale a 48 kHz e finale a 27 kHz.

## Biologia

### Comportamento
Si rifugia in estate nelle cavità degli alberi e negli edifici mentre in inverno preferisce piccole grotte o strutture artificiali dove si aggrega in gruppi fino a 373 esemplari. Durante i periodi riproduttivi in estate forma vivai, formati da 20-600 femmine mentre i maschi tendono ad essere solitari. Tali colonie iniziano a disperdersi a settembre, con gli ultimi individui che le abbandonano i primi giorni di novembre. Dopo aver accumulato grasso corporeo sufficiente, circa un quarto del proprio peso, entra in uno stato di ibernazione tra novembre e fine marzo quando le temperature esterne variano tra 0 e 18 °C, solitamente insieme ad altri chirotteri, particolarmente con Parastrellus e Perimyotis. L'attività predatoria inizia prima del tramonto. Si tratta di una specie fortemente sedentaria con spostamenti che non superano i 50 km. 

### Alimentazione
Si nutre di insetti non volanti, particolarmente scarafaggi e in misura minore di imenotteri, ditteri, plecotteri, efemeridi, emitteri, tricotteri, neurotteri, mecotteri ed ortotteri.

### Riproduzione
Gli accoppiamenti avvengono principalmente in autunno, ma anche in primavera ed inverno. Talvolta la fertilizzazione viene ritardata. Danno alla luce uno o due piccoli alla volta ad aprile o maggio. appena nati pesano 2,8-4 g ad hanno un'apertura alare di 18 mm. Vengono svezzati dopo quattro settimane e cominciano a volare dopo circa due mesi, quando hanno raggiunto le dimensioni adulte.

## Distribuzione e habitat
Questa specie è diffusa dal Canada meridionale, attraverso tutti gli Stati Uniti d'America e l'America centrale fino alla Colombia centrale. È presente anche nelle Grandi Antille, Bahamas e Dominica.
Vive nelle foreste umide e sempreverdi fino a 1.500 metri di altitudine.

## Tassonomia
Sono state riconosciute 12 sottospecie:
- E.f.fuscus: Stati Uniti d'America e Canada meridionale ad est del 100° W;
- E.f.bahamensis (Miller, 1897): Bahamas: Andros, New Providence, Great Exuma, Little Exuma, Crooked, Acklins, San Salvador;
- E.f.bernardinus (Rhoads, 1902): California settentrionale, Oregon, Washington, Columbia Britannica sud-occidentale;
- E.f.dutertreus (Gervais, 1837): Cuba, Grand Cayman e Cayman Brac;
- E.f.hispaniolae (Miller, 1918): Hispaniola;
- E.f.lynni (Shamel, 1945): Giamaica;
- E.f.miradorensis (H. Allen, 1866): Messico, Guatemala, Belize, Honduras, Nicaragua, El Salvador, Costa Rica, Panama, Venezuela occidentale, Colombia settentrionale e centrale;
- E.f.osceola (Rhoads, 1902): Florida;
- E.f.pallidus (Young, 1908): Columbia Britannica sud-orientale, Alberta, Saskatchewan, Manitoba meridionale e Stati Uniti d'America ad ovest del 100° W;
- E.f.peninsulae (Thomas, 1898): Penisola della Bassa California;
- E.f.petersoni (Silva Taboada, 1974): Isola della Gioventù;
- E.f.wetmorei (Jackson, 1916): Porto Rico, Dominica.

## Conservazione
La IUCN Red List, considerato il vasto areale, la popolazione presumibilmente numerosa, la presenza in diverse aree protette e la tolleranza alle modifiche ambientali, classifica E.fuscus come specie a rischio minimo (Least Concern)).